# 平度美国教会医院旧址
36°46′50″N 119°56′58.5″E / 36.78056°N 119.949583°E
平度美国教会医院旧址，俗称“八角楼”、“鬼子楼”，位于中华人民共和国山东省青岛市平度市常州路南段西侧，医院原名怀阿医院（Oxner Memorial Hospital），为美南浸信会差会所创立，现为青岛市文物保护单位。

## 历史
美南浸信会在平度传教始于1885年传教士慕拉第到平度城西沙岭传教。1891年，传教士谢万禧（William H. Sears）到平度南关传教。1894年传教士蓝戴礼到平度西关考院西“施医助教”。1898年蓝戴礼回国后由娄约翰（John W. Lowe）接替其传教行医，称为“施医院”（一说1896年由蓝戴礼、娄约翰一同筹建小型医院，一说1891年由谢万禧创办医院）。
1900年义和团运动期间，平度浸信会及医院被捣毁，事后教会逼迫平度州署拘捕涉事人员，并赔偿白银12500两。此后浸信会在平度城南关重建教堂、医院。1904年，传教士阿雅各（James M. Oxner）到平度接替娄约翰，并在礼拜堂门西重建医院。1907年，阿雅各在平度病逝，同年10月传教士衡多马（Thomas O. Hearn）在礼拜堂东购地新建医院，历时二年竣工，为纪念阿雅各而命名为“怀阿医院”。至1920年代初，该院已有相当规模，主楼西侧、东侧分隔为男女两院，一层、二层为病房、手术室等，三层为护理人员宿舍，病房有床位约80张，分一、二、三、四等，普通百姓只能住四等。医院领导与财会人员均由美国人担任，另设有学制四年的护士学校。
1941年太平洋战争爆发后，医院被日军关闭。1953年以后，此处曾作为解放军某部医院及疗养院使用。1989年12月5日，美国教会医院旧址列入第四批青岛市文物保护单位。1990年代以后，该教会医院建筑群仅余医院主楼一座，且长期处于闲置状态，2008年有报导称该建筑被拾荒者入住，因经费不足及产权问题迟迟不能修复。2017年，平度市文广新局争取青岛市文物专项资金及平度市人政府专项资金共计246万元，对美国教会医院旧址实施抢救性维修，由青岛五环房屋装潢工程公司施工，2018年完工。维修完工后此处仍处于闲置状态。

## 建筑
美国教会医院旧址占地面积7704平方米，建筑面积812平方米，砖木结构，地上2层带阁楼，地下1层。该建筑将西式建筑与中国传统建筑结合，采用西式券窗、圆券阳台、老虎窗等，屋面为中式灰瓦，东西两处塔楼顶部为中式八角攒尖顶，为中西建筑文化融合的典型。